# 平岩站
平岩站（日语：／ Hiraiwa eki */?）是位於日本新潟縣糸魚川市，隸屬於西日本旅客鐵道（JR西日本）的鐵路車站，每天提供各7班普通列車前往南小谷站、9班次往糸魚川站。2班由糸魚川站開出的列車以此為終點站，亦是路線中唯一的區間車總站。

## 車站結構

### 站房
設有水泥站舍1座，站舍內設有舊票務處、舊站務室及候車大堂。過往曾經是站員配置站，2002年3月23日起降為無人站。但由於附近有不少溫泉旅館，亦是其中一個能登上白馬岳的出發點，當夏季登山旺季時，會有職員調派前來協助車票事宜。

### 月台配置

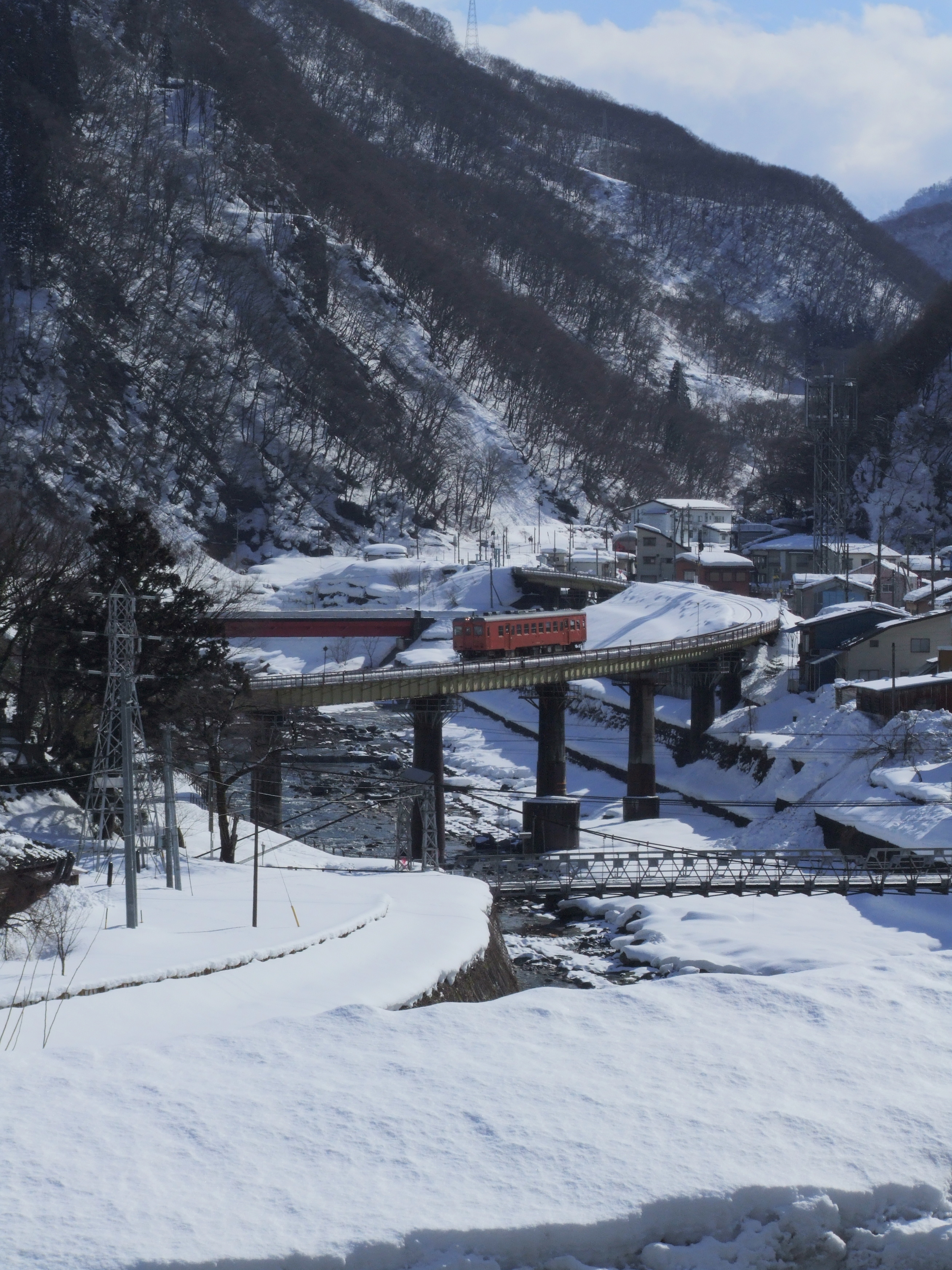
一輛列車剛從平岩站出發前往糸魚川，車站月台剛位於遠處鐵路橋盡頭處。

原設有島式月台1座，可提供1線2面的配置，有效長度為4輛。另外再於站舍及月台中間設置保線用的路軌，往北小谷站方向的盡頭則為停放保線車輛的車庫。但因業務過於清閒，同時為減少保線開支，2006年尾將接近站舍一邊的路軌拆走，結果月台變為列車不能交換，但保線路軌及車庫則仍然存在，理論上本站仍可用作列車交換，但現時的時間表並沒有此安排。
出入口設於月台末端向小瀧站方向，為梯級上落，再橫越保線路軌的平交道前往站舍。而月台上也沒有設置任何候車設施。列車靠站時，上行往南小谷方向為右側開門，下行往糸魚川為左側開門。
| 路線    | 方向 | 前往       | 備註 |
| ------- | ---- | ---------- | ---- |
| ■大糸線 | 上行 | 南小谷方向 |      |
| ■大糸線 | 下行 | 糸魚川方向 |      |

## 歷史
- 1957年8月15日：隨大糸南線由中土站延伸至大糸北線小瀧站的小瀧站而開業，全線統一稱為大糸線。
- 1981年11月20日：貨運服務取消。
- 1987年4月1日：國鐵分割民營化，成為西日本旅客鐵道（JR西日本）車站。
- 1995年7月12日：受「7·11水災」影響，姬川氾濫並沖毀多條橋樑，列車暫停服務。
- 1996年1月16日：隨道路修復，改以替代巴士行走。
- 1997年11月29日：全線復修完畢並重新復運。
- 2002年3月23日：無人化。
- 2006年尾起：原交換路軌及相關信號設施被拆去。
- 2014年：

- 11月22日：因發生2014年長野縣北部地震，引起土石流，列車暫時停駛。
- 11月26日：列車復駛。

- 2024年6月1日：為方便沿線居民轉乘北陸新幹線及促進大糸線的使用，由糸魚川市、大町市及JR西日本共同安排於2024年6月1日至2025年3月31日為止，試行每天以巴士形式加開4班來往白馬～糸魚川之間的班次[4]，變相重新直通JR西日本及JR東日本的路段[5][6]。

## 利用人數
| 乗車人員推算 | 乗車人員推算 | 乗車人員推算 |
| 年度         | 1日平均人數  |              |
| ------------ | ------------ | ------------ |
| 2004         | 17           |              |
| 2005         | 14           |              |
| 2006         | 12           |              |
| 2007         | 10           |              |
| 2008         | 8            |              |
| 2009         | 9            |              |
| 2010         | 7            |              |
| 2011         | 6            |              |
| 2012         | 7            |              |
| 2013         | 6            |              |
| 2014         | 5            |              |
| 2015         | 8            |              |
| 2016         | 5            |              |
| 2017         | 4            |              |
| 2018         | 3            |              |
| 2019         | 2            |              |
| 2020         | 1            |              |

## 相鄰車站
西日本旅客鐵道
■大糸線
北小谷－平岩－小瀧

## 外部連結
- JR西日本 平岩站公式網頁。 （页面存档备份，存于）（日語）